# François Portus
François Portus (en grec Φραγκίσκος Πόρτος, en italien Francesco Porto) est un humaniste italo-grec de la Renaissance, né à Candie le 22 août 1511, mort à Genève le 5 juin 1581.

## Biographie
Né en Crète, devenu tôt orphelin, il vint étudier en Italie grâce à la générosité d'un ami de sa famille. Il étudia six ans à Padoue, puis vint à Venise et fut admis dans l'école grecque de la ville, dont il devint bientôt le directeur (« ἀρχιδιδάσκαλος καὶ πρωτοκαθηγητὴς τῶν Ἑλλήνων »). On signale aussi, dans la décennie 1526/35, son importante activité comme copiste de manuscrits grecs. Mais des remarques moqueuses qu'il se permit sur les rites de la religion chrétienne traditionnelle (jeûnes, culte des images) le firent renvoyer.
En 1536, il obtint une chaire de langue grecque à Modène (bien qu'il ait fait des difficultés à signer la profession de foi qu'on exigeait des fonctionnaires publics). En 1542, il fut embauché à Ferrare par la duchesse Renée de France qui fit de lui le précepteur de ses fils et le chargea aussi de la correspondance secrète qu'elle entretenait avec Jean Calvin. Il fut admis à l'Accademia dei Filareti, fondée à Ferrare en 1554, et prononça devant elle un discours à la louange de la langue grecque.
Après la mort de son époux le duc Hercule d'Este (3 octobre 1559), la duchesse Renée regagna la France. Craignant l'Inquisition à cause de ses opinions religieuses, François Portus quitta Ferrare avec sa famille, erra quelque temps du côté du Frioul, puis s'installa à Genève. Il fut reçu citoyen de cette ville en 1562. La même année, il se vit confier la chaire de grec de l'Académie, qu'il occupa jusqu'à sa mort. Il eut notamment pour élève Isaac Casaubon, qu'il recommanda pour sa succession.
Après la Saint-Barthélemy, il eut un échange épistolaire polémique avec son ancien collègue Pierre Charpentier, qui se fit l'instrument de la propagande gouvernementale française et justifia le massacre par l'existence d'un prétendu complot contre la famille royale.
Il a corrigé et annoté les textes de plusieurs auteurs grecs de l'Antiquité, et en a traduit plusieurs en latin : notamment la Rhétorique d'Aristote ; les traités d'Hermogène de Tarse, d'Aphthonios et du Pseudo-Longin (édition chez Jean Crespin en 1569) ; la Syntaxe d'Apollonios Dyscole ; les hymnes et les lettres de Synésios de Cyrène ; les Odes de Grégoire de Nazianze. Il a laissé aussi des commentaires sur de nombreux auteurs : Homère, Pindare, les Tragiques, Aristophane, Thucydide, Xénophon, Démosthène, Théocrite, Denys d'Halicarnasse. Il a contribué par des corrections, remarques et additions au Lexique grec de Robert Constantin (Genève, 1592).
Peu après sa mort, son fils a publié plusieurs volumes de ses travaux à Lausanne : Commentarii in Pindari Olympia, Pythia, Nemea, Isthmia (1583) ; six de ses discours et des dissertations intitulées In omnes Sophoclis tragœdias prolegomena, Sophoclis et Euripidis collatio, etc. (1584) ; Commentarii in varia Xenophontis opuscula (1586). Il a aussi publié son commentaire à la Rhétorique d'Aristote à Spire en 1598.
Son fils Æmilius Portus, ou Emilio Porto (Ferrare, 13 août 1553 - Stadthagen, 1614 ou 1615), enseigna le grec à Genève auprès de son père à partir de 1569, puis à Lausanne de 1581 à 1592, puis à Heidelberg de 1596 à 1608, et fit de nombreuses publications (dont des travaux de son père).

## Édition
- Paolo Tavonatti (éd.), Francisci Porti Cretensis Commentaria in Æschyli Tragœdias, thèse de doctorat, Université de Trente et EHESS Paris, 2010.